# Península d'Eduard VII

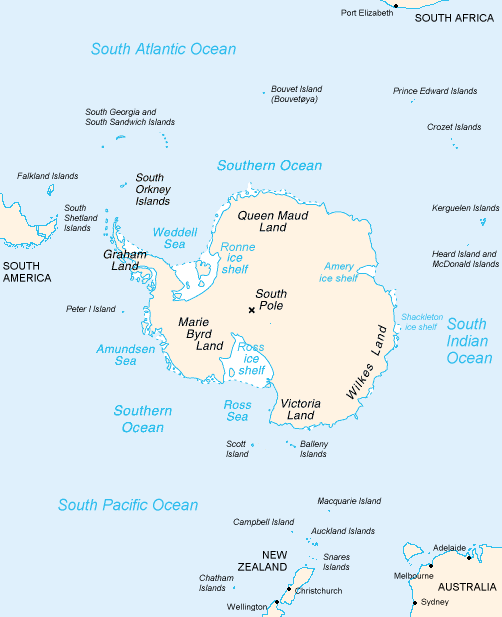
Map d'Antàrtida. La Península d'Edward VII apareix definida al costat esquerre de la barrera de gel de Ross

La Península d'Edward VII  o Terra del Rei Edward VII o Península del Rei Edward VII  és una gran península gelada que forma l'extrem nord-occidental de la terra de Marie Byrd en el mar de Ross entre la badia Sulzberger i l'extrem nord-est de la barrera de gel de Ross. La península d'Edward VII està definida per la barrera de gel de Ross al sud-oest, badia Okuma a l'oest, i a l'est per badia Sulzberger i el Saunders Coast, tot, bàsicament, ubicat en el mar de Ross / Oceà del Sud a l'Antàrtida.
La costa occidental s'anomena Shirase Coast. Per la banda nord i est, s'ubica la barrera de gel de Swinburne.

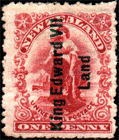
El segell de Nova Zelanda sobrecarregat per al seu ús a la base britànica

La península d'Edward VII fou descoberta el 30 de gener de 1902, per l'Expedició Britànica Antàrtica (1901-1904) sota comandament de Robert Falcon Scott, qui la nomenà així en honor del rei Eduard VII del Regne Unit. L'àrea fou explorada per l'expedició Nimrod comandada per Ernest Shackleton en 1908-1909.
El caràcter peninsular de la regió fou determinada per l'exploració dirigida per l'expedició Antàrtica Byrd (1933-1935) i l'expedició del Servei Antàrtic dels Estats Units (1939-1941).
La major part de la península és dins de la dependència Ross, reclamada per Nova Zelanda.